# فردا آزادیم
فردا آزادیم (به آلمانی: Morgen sind wir frei) یک فیلم درام تاریخی به کارگردانی حسین پورسیفی، محصول سال ۲۰۱۹ آلمان است. طبق گفتهٔ کارگردان این فیلم بر اساس یک داستان واقعی ساخته شده‌است. از بازیگران فیلم می‌توان به زر امیرابراهیمی، کاترین روور و رضا بروجردی اشاره کرد.
فردا آزادیم در بخش مسابقهٔ نخستین فیلم بلند جشنوارهٔ فیلم شب‌های سیاه تالین حضور داشت. نمایش عمومی فیلم از ۱۴ نوامبر ۲۰۱۹ در سینماهای آلمان آغاز شده‌است.

## بازیگران
- کاترین رووِر در نقش بئاته
- رضا بروجردی در نقش امید
- لوتسی نجفی در نقش سارا
- زهرا امیرابراهیمی در نقش نادیا
- مرتضی توکلی در نقش حامد
- سیما سید در نقش نصرت
- پیام مجلسی در نقش اسماعیل
- فرهاد پایار در نقش مأمور سفارت
- انیسا امانی در نقش آسیه